# Twenty20

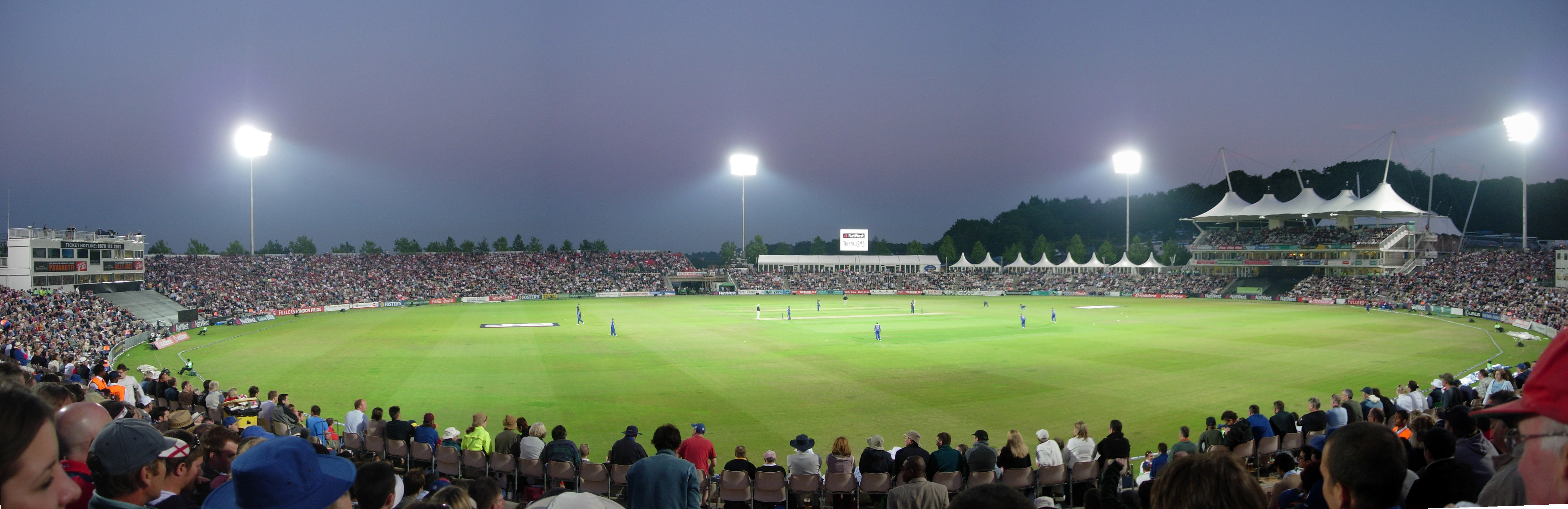
Una partita di Twenty20 tra Inghilterra e Sri Lanka il 15 giugno 2006

Il Twenty20 è una delle principali formule di gioco del cricket.
Fa parte della tipologia detta Limited Overs, ovvero partite che prevedono un limite di over per ogni inning.

## Storia
Questa tipologia di partita è stata introdotta nel 2003 nel Regno Unito per decisione della England and Wales Cricket Board e viene usata per gli incontri professionistici del campionato delle contee. È stata introdotta per rendere le partite di cricket più interessanti nei confronti del grande pubblico, spesso non disposto ad assistere alle partite per un giorno intero negli ODI o addirittura per più giorni nel First Class cricket.
Dalla sua introduzione il Twenty20 cricket ha goduto di una rapidissima espansione grazie alla brevità delle partite (circa 3 ore, vicino ad altri sport) e alla alta spettacolarità dovuta al fatto che avendo un solo innings e venti overs a disposizione i battitori e i lanciatori rischiano molto di più durante il gioco. Perfino le nazionali maggiori che giocano il Test hanno cominciato ad introdurre degli incontri di Twenty20 all'interno dei loro tour. Nel 2007 si è disputata in Sudafrica la prima edizione dell'ICC World Twenty20, ovvero la coppa del mondo di cricket in versione Twenty20, vinta dalla nazionale indiana.

## Regole
Una partita di Twenty20 cricket coinvolge ovviamente due squadre, ognuna delle quali ha a disposizione un solo innings di battuta e di conseguenza un solo innings di lancio, la durata massima per ogni innings è di 20 overs (ovvero 20 sequenze di 6 lanci validi). Le regole riguardanti le eliminazioni sono le stesse del cricket tradizionale.
Una partita di Twenty20 viene giocata in circa 3 ore e mezza e ogni innings dura circa 90 minuti. Questa tipologia di gioco consente di risolvere le partite in un tempo paragonabile a quello di tutti gli altri sport di squadra, a differenza del Test Cricket.
Esattamente come gli ODI, i Twenty20 sono meno legati alla tradizione e per questo ai giocatori è concesso indossare divise con i colori del loro team e con il nome impresso sulla schiena, a differenza del Test cricket in cui vige rigorosamente ed esclusivamente il colore bianco.

## Competizioni di Twenty20

### Internazionali
- Coppa del Mondo T20 maschile di cricket
- Coppa del Mondo T20 femminile di cricket

### Nazionali
- Big Bash League (precedentemente KFC Twenty20 Big Bash)
- NatWest t20 Blast
- Indian Premier League
- Ram Slam T20 Challenge
- Caribbean Premier League
- HRV Cup